# Mali grad, Planina
Mali grad je srednjeveški grad blizu vhoda v Planinsko jamo. Zaradi njegovega imena se je Planinska jama nekoč imenovala Malograjska jama. V virih je prvič omenjen leta 1444 kot grad "Kleinburg". Njegovi lastniki so bili sprva Goriški grofi, kasneje pa tudi Albenski gospodje, Celjani in Habsburžani. V 15. stoletju ga je v deželno-knežji fevd dobila rodbina Ravbarjev. Po njih se imenuje tudi Ravbarjev stolp, ki je edini ohranjen del gradu.